# Kerkhof van Bredene
Het Kerkhof van Bredene is een gemeentelijke begraafplaats gelegen in de Belgische gemeente Bredene. Het kerkhof ligt rond de Sint-Rikierskerk in het centrum van de gemeente. 

## Militaire graven

### Belgische graven
Op het kerkhof liggen de graven van twee Belgische militairen die omkwamen tijdens de Tweede Wereldoorlog. Deze zijn van H. Hellemans, gesneuveld op 24 mei 1940 en van Lodewijk Lissen die op 24 juni 1940 aan zijn verwondingen overleed. 

### Britse graven
Aan de noordzijde van de kerk ligt een perk met twaalf Britse militairen uit de Tweede Wereldoorlog waarvan er vier niet meer geïdentificeerd konden worden. Een Amerikaanse officier, Richard Fuller Patterson, die in dienst was bij de Royal Canadian Air Force vond er ook een rustplaats.
Aan de andere kant van de kerk ligt het graf van Steward King, piloot bij de Royal Air Force. Hij sneuvelde tijdens de Eerste Wereldoorlog op 23 september 1918, negentien jaar oud.
Hun graven worden onderhouden door de Commonwealth War Graves Commission en staan er geregistreerd onder Bredene Churchyard.